# Citruslichtmot
De Citruslichtmot (Cryptoblabes gnidiella) is een nachtvlinder uit de familie Pyralidae, de snuitmotten. De spanwijdte van de vlinder bedraagt tussen de 11 en 20 millimeter. Het oorspronkelijke woongebied van deze soort ligt rond de Middellandse Zee, de soort is ingevoerd in Zuid- en Midden-Amerika en heeft zich daar ook gevestigd.

## Waardplanten
De rups van Cryptoblabes gnidiella leeft van verse sinaasappellen en andere citrusvruchten, maar is ook gemeld van appel en maïs.

## Voorkomen in Nederland en België
Cryptoblabes gnidiella is in Nederland en in België vermoedelijk alleen als adventief waargenomen. De eerste waarnemingen in Nederland dateren van 1960 en 1961.